# Docteur Poche
Docteur Poche est une série de bande dessinée franco-belge créée en 1976 par Marc Wasterlain dans le no 2001 du journal Spirou. Elle met en scène le Docteur Poche, un médecin généraliste capable de voler qui vit des histoires surréalistes.

## Univers

### Synopsis
La série met en scène le personnage du Docteur Poche, qui a la particularité de pouvoir voler, dans des aventures poétiques et merveilleuses, parfois très engagées en faveur de l'écologie. 

### Personnages
Autour de ce personnage, on rencontre des créatures fantastiques comme des animaux anthropomorphes ou des enfants doués d'une intelligence surhumaine.

## Historique

### Création de la série
Dans les années 1970, Marc Wasterlain publie la série Mr Bonhomme dans le journal Tintin jusqu'à son arrêt. Par l'intermédiaire de son ami Jean-Marie Brouyère, il connait Thierry Martens, rédacteur en chef du journal Spirou. Ce dernier accepte de le publier dans Spirou, à condition de trouver une nouvelle série pour ne pas avoir d'ennuis avec Le Lombard, l'éditeur de Tintin. Thierry Martens veut néanmoins garder la même ambiance, la même poésie et le même genre de dessin. Marc Wasterlain commence par croquer un magicien avec un grand costume rouge et un long nez. Pour le nom, il écrit des centaines de noms sur une feuille et raye au fur et à mesure ceux qui ne lui plaisent pas, pour finalement n'en garder que deux : « Docteur Poche » et « Magic Docteur ». Dupuis lui donne son accord pour une grande histoire de quarante-quatre planches. Marc Wasterlain décide alors de se consacrer uniquement à la bande dessinée professionnellement et aménage un atelier dans le grenier de ses parents. Il affuble son personnage d'un manteau de cocher, qu'il porte lui-même après l'avoir acheté au marché aux puces des Marolles à Bruxelles.

### Les années 1980 et 1990
Publiée en album par les éditions Dupuis à partir de 1978, la série figure régulièrement au sommaire du journal jusqu'au milieu des années 1980, avant d'être progressivement supplantée par l'autre création de l'auteur, Jeannette Pointu. Jean-Claude Forest, alors chez Okapi, souhaite y publier désormais la série, mais n'en obtient pas l'autorisation(ce qui entraînera la création de Gil et Georges[et Johana]). En 1995 la série est relancée aux éditions Casterman. Elle fait sa dernière apparition originale dans le journal Spirou en 1997 dans le no 3076.

### Récompense
Docteur Poche vaut à Wasterlain le prix Saint-Michel de l'espoir en 1976, celui du meilleur dessin humoristique de 1977 à 1979 et le prix du Meilleur espoir du festival d'Angoulême 1980.

## Publication

### Albums

#### La collection originale
Le premier album de la série sort en 1978 aux éditions Dupuis et s'intitule Il est minuit Docteur Poche. La série va sortir au rythme d'un album par an jusqu'en 1982, le deuxième s'intitule L'Île des hommes-papillons, le troisième Karabouilla, quatrième La Planète des chats et le cinquième Le Géant qui posait des questions. Le sixième album intitulé Le Renard bleu sort en 1984. L'année suivante sort le septième album intitulé Le Petit Singe qui faisait des manières, puis le huitième album Gags en poche sort 1986. Le dernier album paru aux éditions Dupuis est le neuvième intitulé La Forêt magique qui sort en 1990. 
La série est relancée en 1995 en aux éditions Casterman avec la sortie du dixième album (renuméroté album no 1) intitulé Docteur Poche et le père noël. À partir de 1997 la série va paraitre au rythme d'un album par an. Le onzième (renuméroté album no 2) est intitulé Docteur Poche et la petite poule de Pâques, le douzième (renuméroté album no 3) Le Voleur de nains de jardin, le treizième (renuméroté album no 4) Docteur Poche et les coccinelles. Le quatorzième (renuméroté album no 5) sort en 2000 et s'intitule Docteur Poche et les citrouilles ensorcelées.
Après une interruption de 16 ans, la série est à nouveau relancée aux éditions Mosquito à partir de 2016 avec la publication de Retour sur la planète des chats en 2016 (numéroté no 1), puis de Le Royaume des Chats en 2018.

#### Rééditions
À partir de 2010 les éditions Dupuis publient l'intégrale de la série en trois volumes. 
Le premier regroupe les albums 1, 2 et 3.
Le second volume sort l'année suivante et regroupe les albums 4, 5 et une partie des gags de l'album 8. 
Le troisième volume sort en 2012 et regroupe les albums 6, 7 et 9 et la dernière partie des gags de l'album 8.
En 2013, les éditions Mosquito publient un quatrième volume reprenant les cinq albums publiés originellement par Casterman.

#### Liste des publications en albums
- 1re série, éditée par Dupuis :

1. Il est minuit Docteur Poche, 44 planches, 1978 (DL 1978/2e trimestre)  (ISBN 2-8001-0581-X)[11]
2. L'Île des hommes-papillons, 44 planches, 1979 (DL 04/1979)  (ISBN 2-8001-0628-X), réédition en 1985 avec 4e plat différent de l'EO
3. Karabouilla + Les Grandes Vacances, 12 planches + 32 planches, 1980 (DL 04/1980)  (ISBN 2-8001-0694-8)
4. La Planète des chats, 45 planches, 1981 (DL 3e trimestre 1981)  (ISBN 2-8001-0778-2)[12]., réédition en 1984 avec 4e plat différent de l'EO
5. Le Géant qui posait des questions, 45 planches,1982 (DL 4e trimestre 1982)  (ISBN 2-8001-0952-1)[13]
6. Le Renard bleu, 46 planches, couleurs Studio Leonardo,1984 (DL 10/1984)  (ISBN 2-8001-1065-1)
7. Le Petit singe qui faisait des manières, 46 planches, couleurs Studio Leonardo,1985 (DL 10/1985)  (ISBN 2-8001-1194-1)
8. Gags en poche, 1986 (DL 10/1986)  (ISBN 2-8001-1412-6)
9. La forêt magique, 1990 (DL 03/1990)  (ISBN 2-8001-1696-X)

- 2e série, éditée par Casterman :

1. Docteur Poche et le Père Noël, 46 planches, 1995 (DL 10/1995)  (ISBN 2-203-37301-6)
2. Docteur Poche et la Petite poule de pâques, 46 planches, couleurs Cerise, 1997 (DL 03/1997)  (ISBN 2-203-37302-4)
3. Docteur Poche et le Voleur de nains de jardin, 46 planches, 1998 (DL 04/1998)  (ISBN 2-203-37303-2)
4. Docteur Poche et les Coccinelles, 46 planches, couleurs Studio Leonardo, 1999 (DL 08/1999)  (ISBN 2-203-37304-0)
5. Docteur Poche et les Citrouilles ensorcelées, 46 planches, couleurs Studio Leonardo, 2000 (DL 11/2000)  (ISBN 2-203-37305-9)

- 3e série, éditée par Mosquito, collection « Lily Mosquito », format 24 cm x 32 cm :

1. Retour sur la planète des chats, 52 planches, couleurs Olivier Dekeyser, 2016 (DL 09/2016)  (ISBN 978-2-352-83425-0)
2. Le Royaume des chats, 48 pages, couleurs Olivier Dekeyser, 2018  (ISBN 978-2-35283-500-4)

- Intégrales :

1. Docteur Poche L'Intégrale 1, reprend Il est minuit Docteur Poche, L'Île des hommes-papillons, Karabouilla et Les Grandes Vacances, ainsi que plusieurs récits complets inédits publiés dans le Journal de Spirou : Chronique d'un balayeur de l'An 2000, Le Pivert jaune pâle, Le Monstre qui volait, Chasseurs d'images, avec un dossier rédactionnel consacré aux années 1976-1980, 240 pages, Dupuis, 2010 (DL 02/2010)  (ISBN 978-2-8001-4672-0)
2. Docteur Poche L'Intégrale 2, reprend La Planète des chats, Le Géant qui posait des questions et une partie des gags publiés dans Gags en poche, avec un dossier rédactionnel consacré aux années 1979-1983, 160 pages, Dupuis, 2011 (DL 01/2011)  (ISBN 978-2-8001-4952-3)
3. Docteur Poche L'Intégrale 3, reprend Le Renard bleu, Le Petit singe qui faisait des manières, La forêt magique et une partie des gags publiés dans Gags en poche, avec un dossier rédactionnel consacré aux années 1984-1989, 160 pages, Dupuis, 2012 (DL 05/2012)  (ISBN 978-2-8001-5377-3)
4. Docteur Poche Intégrale, reprend Docteur Poche et le Père Noël, Docteur Poche et la Petite poule de pâques, Docteur Poche et le Voleur de nains de jardin, Docteur Poche et les Coccinelles, Docteur Poche et les Citrouilles ensorcelées, ainsi que des dessins préparatoires, des illustrations et une préface explicative de Marc Wasterlain, 264 pages, Mosquito, collection « Lily Mosquito », 2013 (DL 10/2013)  (ISBN 978-2-352-83098-6)

### Liste des publications en revues
La série est publiée pour la première fois, en 1976, dans le journal Spirou no 2001 jusqu'au no 2016 avec l'histoire à suivre intitulée Il est minuit… Docteur Poche !. Pour l'occasion, elle fait la couverture des numéros 2001 et 2009. 
Après des publications régulières d'histoires suivies ou de gags de 1976 à 1984 (au moins une apparition par an), la série va disparaître petit à petit du journal. Après La forêt magique en 1989, les publications dans Spirou se font très rares. L'aventure Docteur Poche et la petite poule de Pâques paraît en 1997. Karabouilla (1977) est à nouveau publié par Spirou en 2008. La dernière histoire publiée date de 2011 avec La part du rêve .
| Titre                                                                                         | Année | n° de Spirou   | Commentaire                              |
| --------------------------------------------------------------------------------------------- | ----- | -------------- | ---------------------------------------- |
| Il est minuit… Docteur Poche !                                                                | 1976  | n° 2001 à 2016 | Couverture des n° 2001 et 2009 de Spirou |
| Karabouilla (une histoire de 12 planches)                                                     | 1977  | n° 2043        |                                          |
| Le pivert jaune pâle (une histoire de 12 planches)                                            | 1977  | n° 2069        |                                          |
| L’île des hommes–papillons                                                                    | 1978  | n° 2088 à 2108 | Couverture du n° 2093                    |
| Le monstre qui volait (une histoire de 5 planches)                                            | 1978  | n° 2096        |                                          |
| Chasseurs d’images (une histoire de 14 planches)                                              | 1978  | n° 2121        |                                          |
| Les belles vacances                                                                           | 1979  | n° 2149 à 2163 |                                          |
| La planète des chats                                                                          | 1980  | n° 2212 à 2232 | Couverture du n° 2212                    |
| (8 gags d'une planche)                                                                        | 1980  |                |                                          |
| Le géant qui posait des questions                                                             | 1981  | n° 2276 à 2283 |                                          |
| (2 gags d'une planche) (une histoire de 2 planches)                                           | 1981  |                |                                          |
| (8 gags d'une planche)                                                                        | 1982  |                |                                          |
| (10 gags d'une planche) (une histoire de 2 planches) Carottes râpées (histoire de 2 planches) | 1983  |                | Couverture du n° 2346                    |
| Le renard bleu                                                                                | 1984  | n° 2388 à 2391 | Couverture du n° 2389                    |
| (8 gags d'une planche) (une histoire de 3 planches)                                           | 1984  |                | Couverture du n° 2423                    |
| Le petit singe qui fait des manières                                                          | 1984  | n° 2436 à 2439 | Couverture du n° 2437                    |
| (5 gags d'une planche)                                                                        | 1986  |                |                                          |
| (7 gags d'une planche)                                                                        | 1987  |                |                                          |
| La forêt magique                                                                              | 1989  | n° 2658 à 2664 |                                          |
| Docteur Poche et la petite poule de Pâques                                                    | 1997  | n° 3067 à 3076 | Couverture du n° 3068                    |
| Karabouilla (réédition - une histoire de 12 planches)                                         | 2008  | n° 3652        |                                          |
| La part du rêve (une histoire de 3 planches)                                                  | 2011  | n° 3839        |                                          |

#### Ouvrages
- Collectif, Trésors de la bande dessinée : BDM, Villorba, Editions de l'Amateur, octobre 2008, 1295 p. (ISBN 978-2-85917-491-0)
- Patrick Gaumer, Dictionnaire mondial de la bande dessinée, Tours, Larousse, janvier 2001, 880 p. (ISBN 2-03-505162-2)
- Éric Poelaert, Jean-Michel Vernet et Gilles Ratier, Wasterlain : Une monographie, Saint-Égrève, Mosquito, 2012, 127 p. (ISBN 978-2-35283-069-6)

#### Périodique
- Jean Arrouye, Schtroumpf - Les cahiers de la bande dessinée, Il est minuit Docteur Poche ou le merveilleux loufoque, Glénat (no 56), février-mars 1984, 78-81 p.